# Шибайкин, Владимир Гаврилович
Владимир Гаврилович Шибайкин (1924—1998) — советский передовик производства, мастер Петровского электромеханического завода «Молот» Министерства судостроительной промышленности СССР. Герой Социалистического Труда (1975).

## Биография
Родился 20 июня 1924 года в городе Петровске, Саратовской губернии. 
С 1941 года, с началом Великой Отечественной войны В. Г. Шибайкин начал свою трудовую деятельность на Московском заводе  №251 НКОП СССР, находившемся в эвакуации в Петровске и выпускавшем военную продукцию для нужд фронта, в том числе: противопехотные мины и бронебойные снаряды а так же оборудование для военных кораблей ВМФ СССР. 
С 1942 года призван в ряды РККА, участник Великой Отечественной войны в составе 292-го гвардейского стрелкового полка 97-й гвардейской стрелковой дивизии — гвардии сержант, командовал миномётным расчётом. В боях с 5 по 10 февраля 1944 года точным огнём миномёта уничтожил движущую группу (до взвода) пехоты противника, разбив автомашину с грузом, уничтожив огневую пулемётную точку с расчётом и подавил огонь батареи противника, за это Указом Президиума Верховного Совета СССР от 21 февраля 1944 года В. Г. Шибайкин был награждён Орденом Славы 3-й степени. В 1985 году за участие в войне был награждён Орденом Отечественной войны 1-й степени.
С 1945 года, после демобилизации из рядов Советской армии, работал на различных должностях, в том числе и в должности мастера на Петровском электромеханическом заводе «Молот» (ПЭМЗ «Молот»). 
8 сентября 1975 года «закрытым» Указом Президиума Верховного Совета СССР «за выдающиеся успехи в выполнении заданий девятой пятилетки, высокие технико-экономические показатели в работе»  Владимир Гаврилович Шибайкин был удостоен звания Героя Социалистического Труда с вручением Ордена Ленина и золотой медали «Серп и Молот».
После выхода на заслуженный отдых проживал в городе Петровске Саратовской области. 
Скончался 5 июля 1998 года в Петровске.

## Награды
- Медаль «Серп и Молот» (08.09.1975)
- Орден Ленина (08.09.1975)
- Орден Отечественной войны I степени (11.03.1985[3])
- Орден Славы III степени (21.02.1944[2])